# Inter utrumque tene medio tutissimus ibis
La locuzione latina Inter utrumque tene, medio tutissimus ibis, tradotta letteralmente, significa resta tra le due, nel centro viaggerai sicuro. (Ovidio, Metam. libro II vers.137-140)
A Fetonte era stato insinuato da Epafo di non essere figlio di Apollo. Il padre per dissipare ogni dubbio gli consente di guidare il carro del sole fornendogli le ultime indicazioni: ..medio tutissimus ibis. Neu te dexterior tortum declinet ad Anguem, neve sinisterior pressam rota ducat ad Aram, inter utrumque tene! [... nel centro viaggerai sicuro. Il percorso non deve piegare troppo a destra verso la costellazione del Serpente, né portare la ruota troppo a sinistra verso la bassa costellazione dell'Ara: rimani tra le due].

A Fetonte si paragona Dante nel Canto XVII del Paradiso.